# مسعود حسن‌زاده
مسعود حسن‌زاده (۲۳ فروردین ۱۳۷۰) یک بازیکن فوتبال اهل ایران است. او سابقهٔ دعوت شدن به تیم ملی فوتبال امید ایران را در کارنامه دارد.

## افتخارات
- جام حذفی
- قهرمانی در جام حذفی ۹۴–۱۳۹۳ به همراه تیم ذوب‌آهن اصفهان
- قهرمانی در جام حذفی ۹۵–۱۳۹۴ به همراه تیم ذوب‌آهن اصفهان